# 篠原のキンメイチク

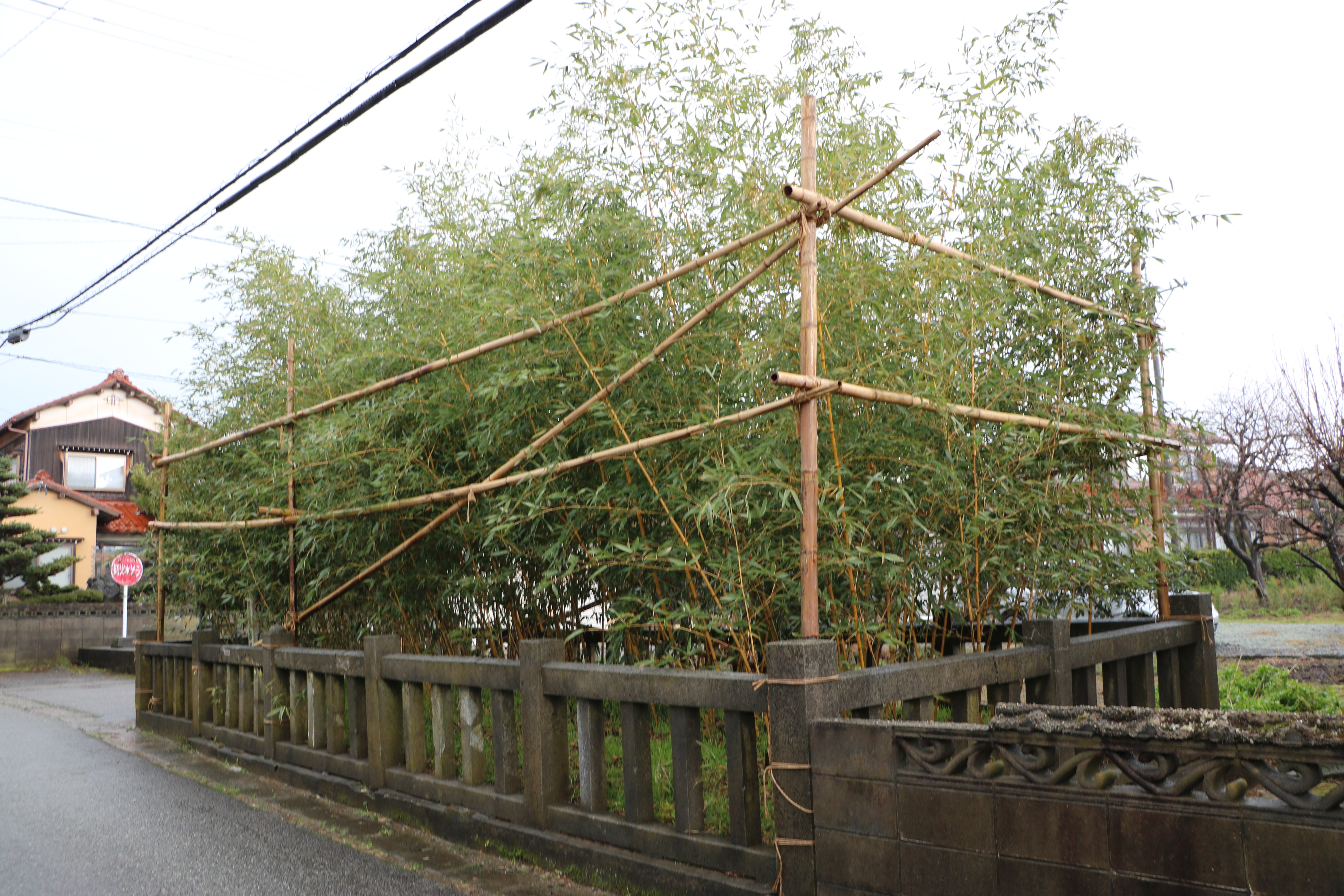
篠原のキンメイチク。篠原地区のほぼ中央に生育している。2021年1月5日撮影。

篠原のキンメイチク（しのはらのキンメイチク）は、石川県加賀市篠原町（旧江沼郡篠原村）にある国の天然記念物に指定された竹藪である。
キンメイチク（金明竹）とは、マダケ（真竹）の突然変異によって出来たタケで、当指定地は極めて小規模ではあるもの、国の天然記念物に指定されたキンメイチクの中では久喜宮のキンメイチク（福岡県朝倉市）と並び最も古い指定時期となる1927年（昭和2年）4月8日に国の天然記念物に指定されており、当地の地区名「金明地区」や当地区に所在する小学校である加賀市立金明小学校の校名の由来にもなっている。一時期は絶滅したと思われたが、植物学者や関係者の尽力により回復した。

## 解説

### 金明竹の出現
篠原のキンメイチクは加賀市北西部の篠原町（旧江沼郡篠原村）の民家が立ち並ぶ一角に生育している。天然記念物指定エリアは約10平方メートルの小さな短冊形をしており、生育地の周囲は玉垣で囲まれている。
元々この場所は同町の河崎家所有のマダケの竹林であったが、1876年（明治9年）に通常のマダケの棹面に黄色の斑が偶発的に生じ、その後も続いて発生したといい、当時の所有者であった河崎岩吉は通常のマダケを切って間引き、黄色の斑のある竹のみを残して保護したという。このように篠原のキンメイチクは稈（かん）の編成替えよってできた品種である。
この珍しい竹は1878年（明治11年）に明治天皇が北陸地方を行幸した際に天覧し、明治天皇自らが「金明竹（キンメイチク）」と命名したと伝えられている。キンメイチクそのものも珍しいが、このように出現の過程や、その経過が明瞭であるものは非常に珍しいため、1927年（昭和2年）4月8日に国の天然記念物に指定された。
すべての竹類の稈（かん）の断面は3層から構成されており、通常の竹は一番外側の第1層が緑色であるのに対し、キンメイチクの場合、第1層が黄色に変色し、第2層は元通り緑色であるが、節の部分から芽（枝）が出ると、第1層の黄色の組織の一部が枝の方に出るため、第1層が薄くなり芽溝部（がこうぶ）が形成される。芽溝部は薄いので第2層の緑色が透けて見える。そのため全稈が黄金色になり、芽溝の部分だけが緑色になって一種のモザイク状を呈し美しく見える。
このようにキンメイチクやギンメイチク、または斑入りの竹といった、表面の色や模様に特徴を持つ竹ができる理由が、3層からなる竹稈の構造によるものであることを解明したのは、法政大学教授の笠原基知治で、1963年（昭和38年）に富士竹類植物園報告第7号において発表され、竹類の研究が大きく進んだ。
日本国内におけるキンメイチクの最古の記録は、1795年（寛政7年）に京都の西岡（今日の京都盆地西部）で発見されたもので、当時京都で発行されていた瓦版である松梅軒に絵図とともに記載されており、その後も日本国内各地のマダケ林から散発的に発生していたものと考えられている。

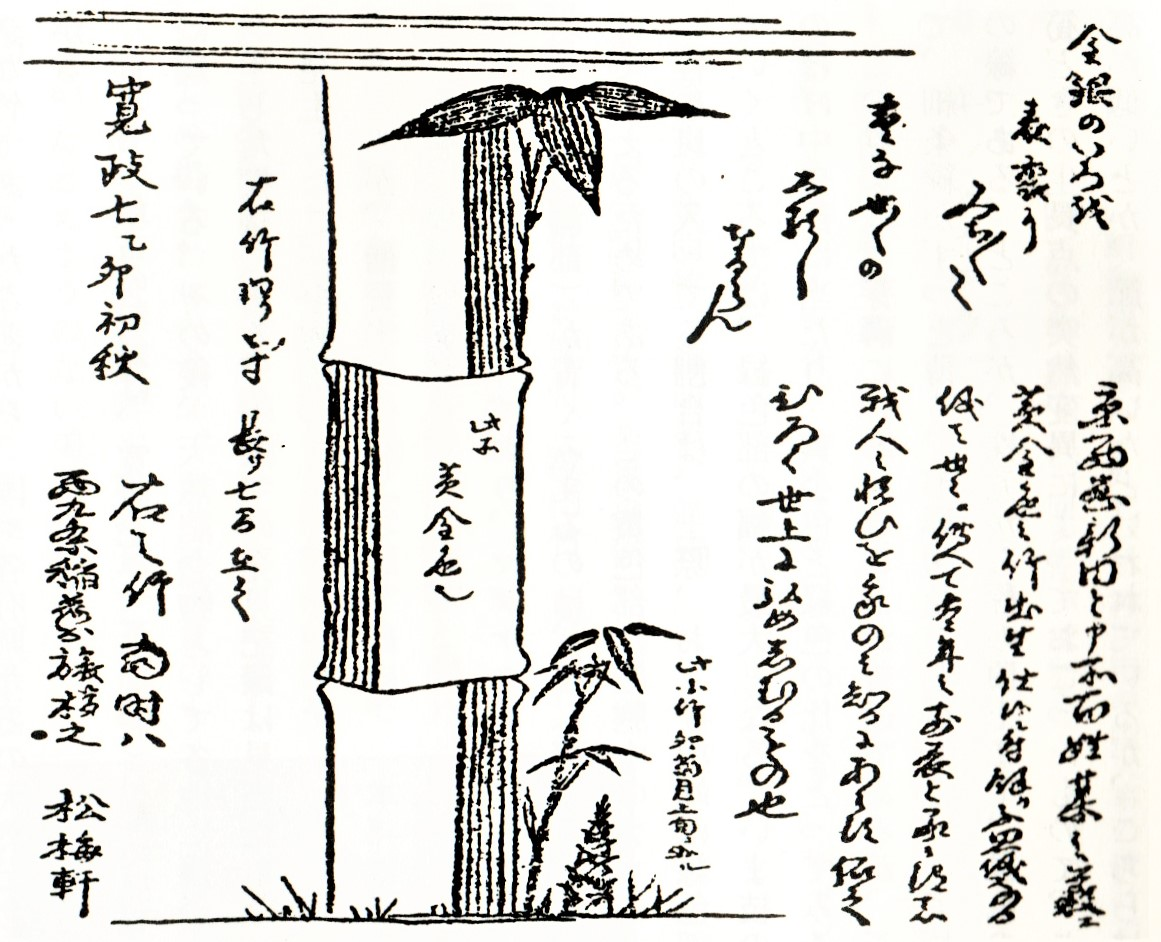
松梅軒瓦版（寛永七年）

左記瓦版の記述内容
金銀のいろを　表裏にみちみちて
裏なる世々（節々）のしるしなるらん
京（都）西岡新田という百姓某の藪に黄金色の竹出生したことについて不思議なできごとで、そのまますてずに世々に伝えて子々孫々に伝えてひろく世に弘めしむものなり
この小竹は卯の年（寛政）上旬に出る
ここは黄金色なり
右の竹の囲り四寸（12.1センチ）、長さ七間（12.6メートル）ある
寛政七年初秋、右の竹は当時西九条の稲荷神社のお旅所に移した。 松梅軒

### タケの開花と再生

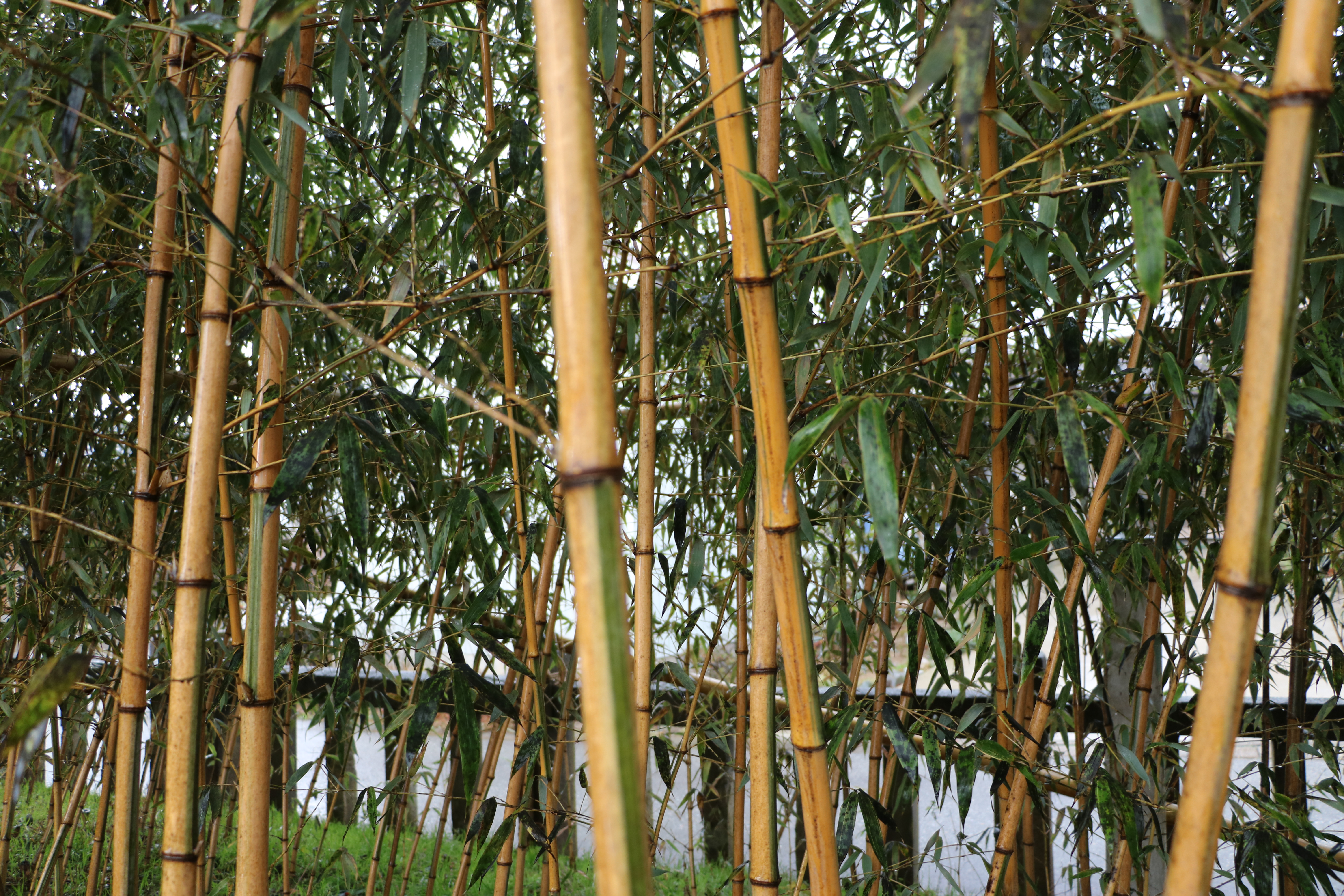
色の異なる稈の芽溝部。2021年1月5日撮影。

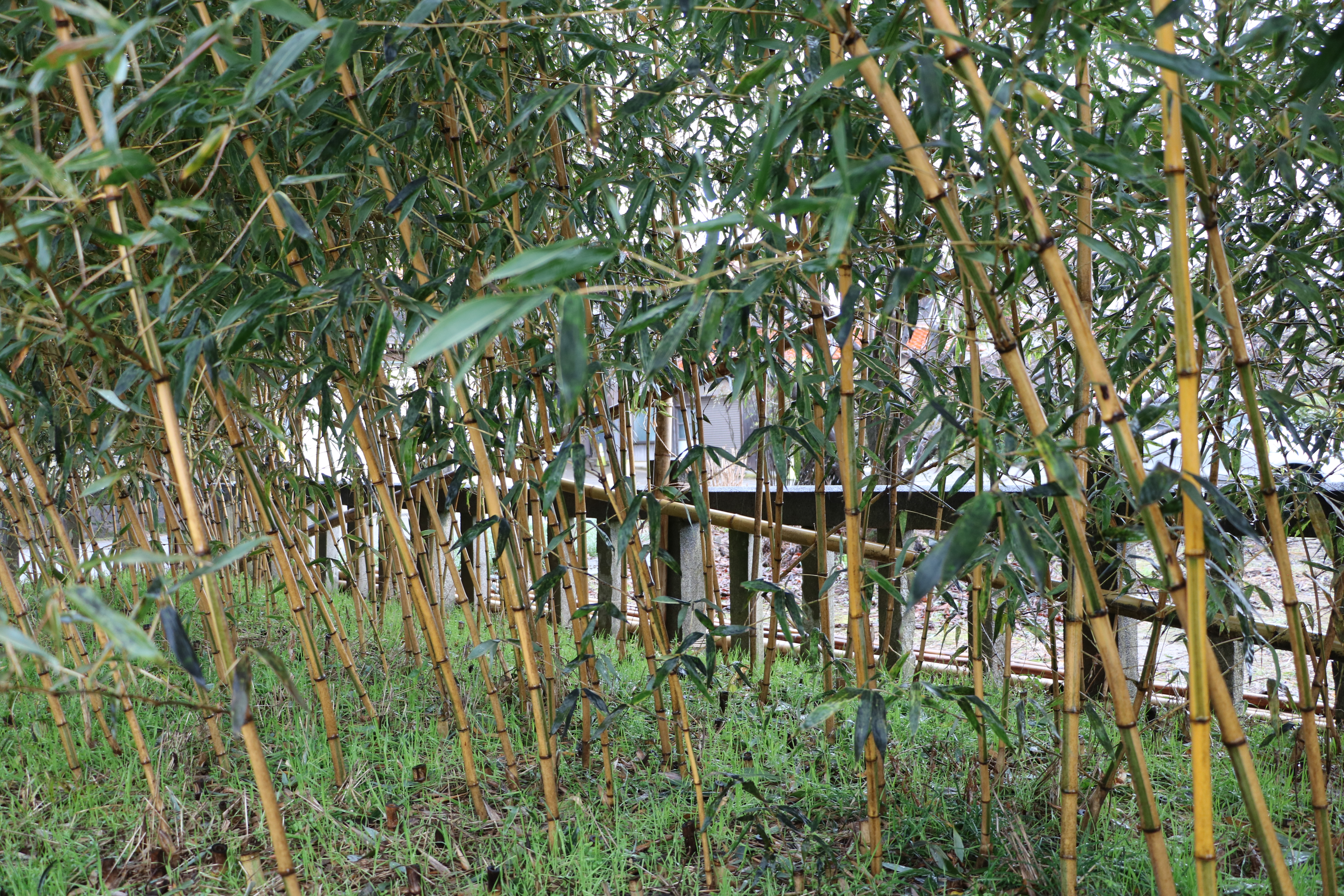
色の異なる稈の芽溝部。2021年1月5日撮影。

1967年（昭和42年）以降タケの開花が続き竹林が枯死し、それ以降年々新たな笹状の芽が出ては開花と枯死を繰り返した。この現象を一種の病気と考える向きもあり「開花病」などと言われることもあった。タケは数十年に一度開花して結実すると一斉に枯死するという性質を持っているが、これはタケに限った話ではなくイネやムギをはじめ雑草にいたるまで、ほとんどの植物は開花結実すると、ほとんど全ての養分を実の中に集約し枯れてしまうが、これはむしろ当然のことで一種の若返り策であると考えられている。
枯死したように見えても地下茎の一部（根茎）は残っている場合もあり、そのまま何もせずに放置しておけば、数年後に再生するケースがほとんどである。篠原のキンメイチクが開花枯死した際に対応した石川県の担当者は、これを当時考えられていた「開花病」と考えたため、指定地の土壌を掘り起こして残存する地下茎に対して殺菌剤ウスプルンを散布したうえで、別の山林から運び出した土壌と入れ替え客土を施し施肥を行った。それに加え衰弱しきっていた指定地のキンメイチクの大部分を近隣の場所へ移植したが、ここでも移植先の土壌に病菌のある可能性を恐れ客土を施したところ、想定とは逆に悪化し移植したキンメイチクの株は全滅し、開花と枯死を繰り返していた天然記念物指定地のキンメイチクはほとんど姿を消してマダケだけとなってしまった。
同時期には石川県内で同じ現象が発生し、当時国の天然記念物であった同じ加賀市内の犬ノ沢のキンメイチク（枯死により昭和58年に指定解除）や、小松市の小松天満宮、金沢市の兼六園などに生育していた栽培品のキンメイチクも全滅した。竹の花が開花する間隔は最低でも数十年であることから石川県内の枯死した複数のキンメイチクは、篠原のキンメイチクから株分けされたものであったと考えられている。特に犬ノ沢のキンメイチクは指定時期こそ1943年（昭和18年）と篠原のキンメイチクに比べ遅かったものの、本数も多くて稈も太く、発育状況は篠原のものよりもはるかに良好であったという。
植物学者で竹類の研究者である室井綽は文化庁および石川県庁からの調査依頼を受け、1983年（昭和58年）3月に現地調査を行ったところ、マダケ（真竹）、オキナダケ（翁竹）に混ざりキンメイチク（金明竹）の地下茎を1本発見し、キンメイチクだけを残して他を伐採し、施肥を即刻中止させ山から移した痩せた土壌中のよく腐った落葉などの有機物質を使って乾燥を防ぐように指示をして、しばらく様子を見たところ、徐々に回復し始め全滅の危機をまぬがれることができた。その後1993年（平成5年）には100本を越し、開花以前よりも良好な状態になったという。
ほぼ同時期に文化庁で開かれた天然記念物審議会に参加した京都大学名誉教授河合雅雄は、1983年（昭和58年）4月5日、神戸新聞の夕刊に『自然のままこそよけれ』と題する随想を寄稿し、その中で先刻参加した文化庁審議会での興味深い話を伺ったとし、その時の内容を綴っている。それによれば、審議会で天然記念物指定解除申請の議題に上がった際、石川県の文化財委員会が同県内のもう一つの国の天然記念物である犬ノ沢のキンメイチクについて、根茎が残っていないかを調査し、肥料を与えるなどの保護対策を講じたが、ついに絶滅してしまったので指定解除をお願いしたいと発言したところ、文化庁の植物専門の委員が苦笑いをし、絶滅の原因は「保護対策」によるものと発言したので、参加者一同は驚いたという。植物専門委員によれば、一斉に枯れたタケは地中に小さな根茎は残っていて、そこから翌年または同年にススキの葉ほどの芽が出る。そのまま放っておけば数年で元通りになるのに、土を掘り起こして根茎調整などするから、元も子もなくなってしまうのだと。さらに肥料も強すぎてはダメで、周囲の雑草なども除草してしまっては保水性が悪くなり、地温が上昇して衰弱してしまう。つまり、雑草を生やし施肥を止めて自然のままに置くほうが良いという。
この話には篠原のキンメイチクを絶滅の危機から救った室井綽も同調しており、タケの開花とは一種の生理現象であるとしている。
今日では地元住民らで構成される「金明竹保存会」により、間引き作業や冬季の雪吊などの保守作業が行われ、天然記念物指定地より東方向へ約300メートルほど離れた石川県道148号小塩潮津線沿いに整備された「金明竹育成地」で七夕まつりが行われている。また、1958年（昭和33年）に周辺の小学校3校が統合され開校した小学校は、キンメイチク（金明竹）の名前を冠した加賀市立金明小学校と名付けられるなど、篠原のキンメイチクは当地域のシンボルのひとつとなっている。

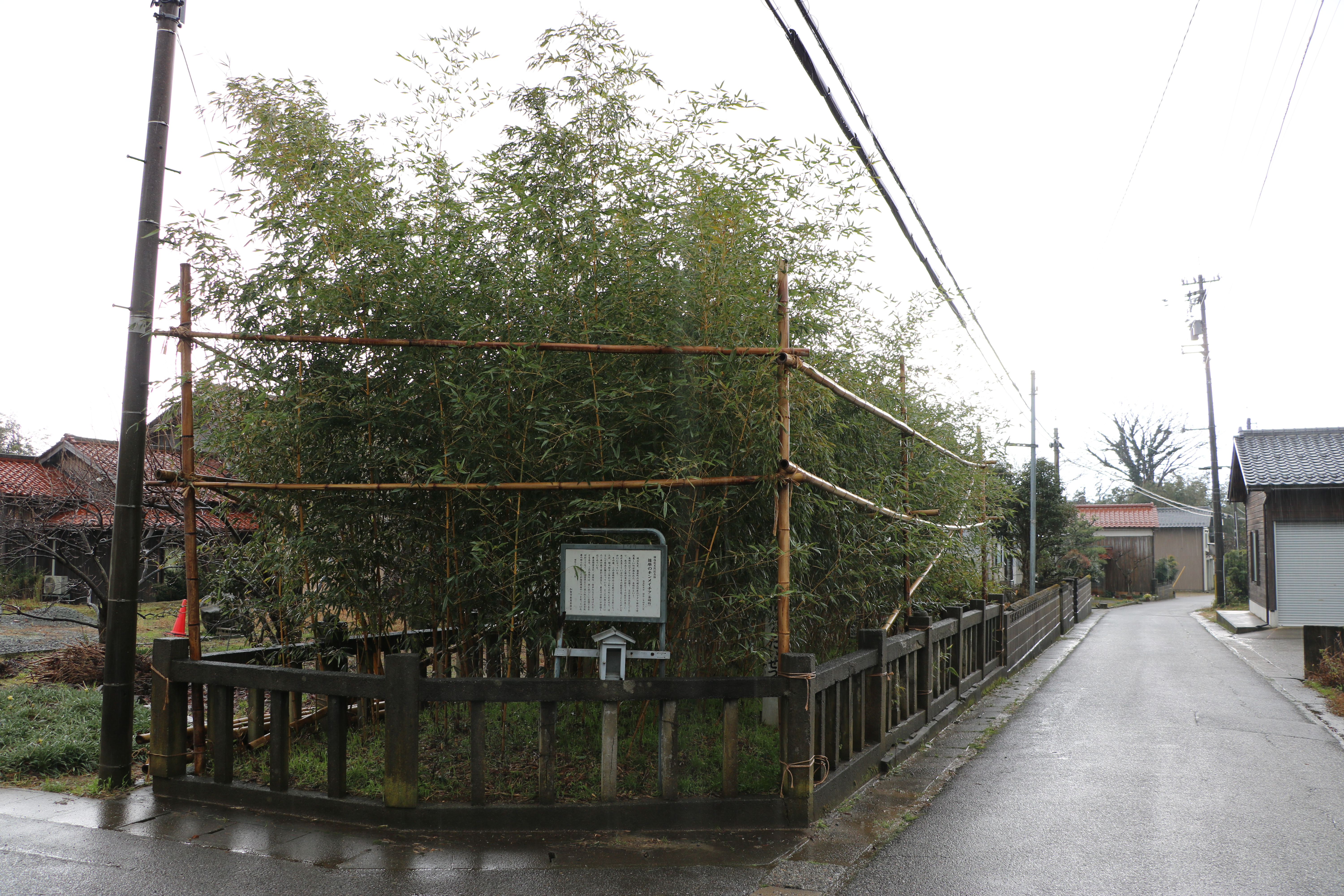
北側からの全景。
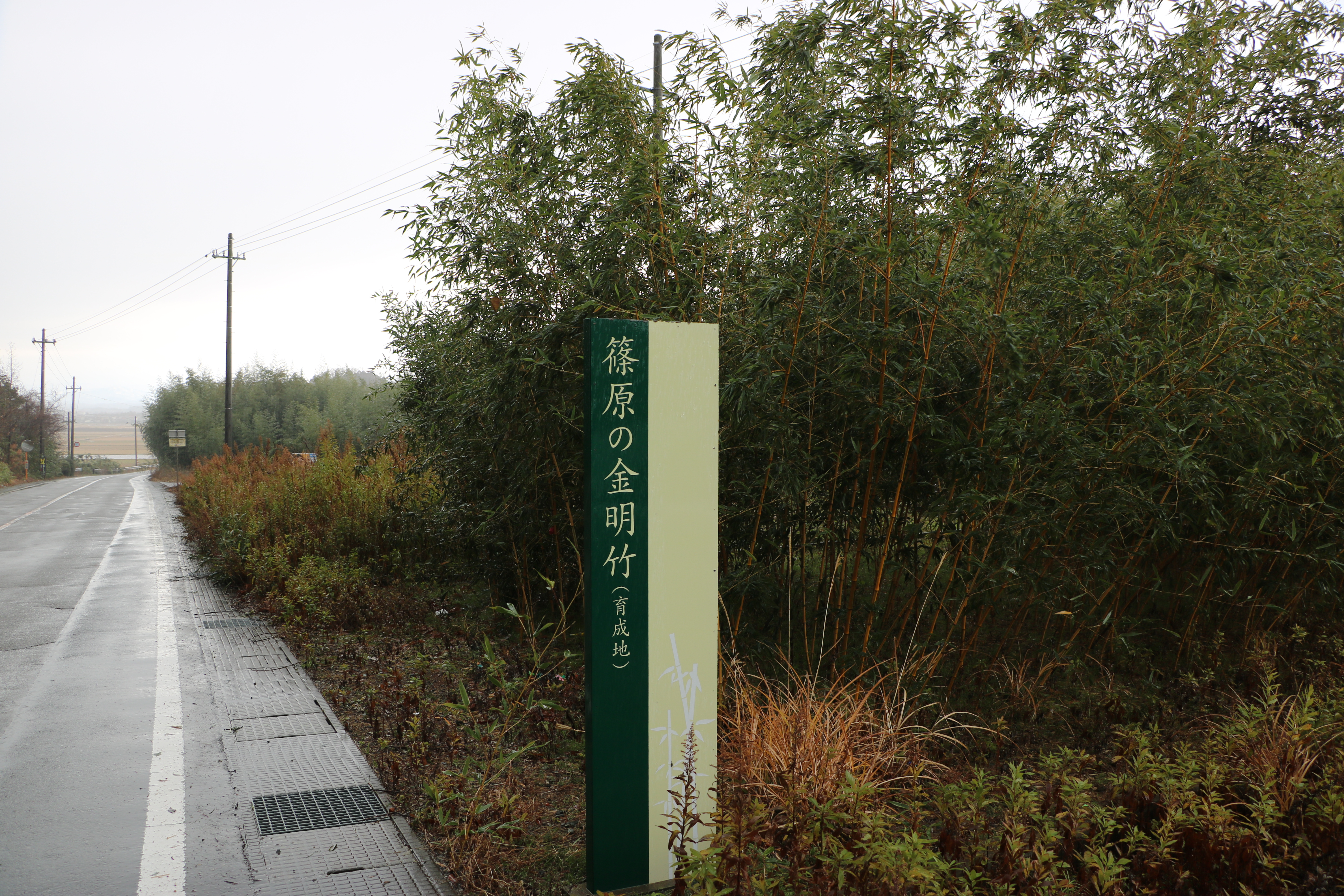
篠原の金明竹育成地。天然記念物指定場所から300メートルほど東に所在する。
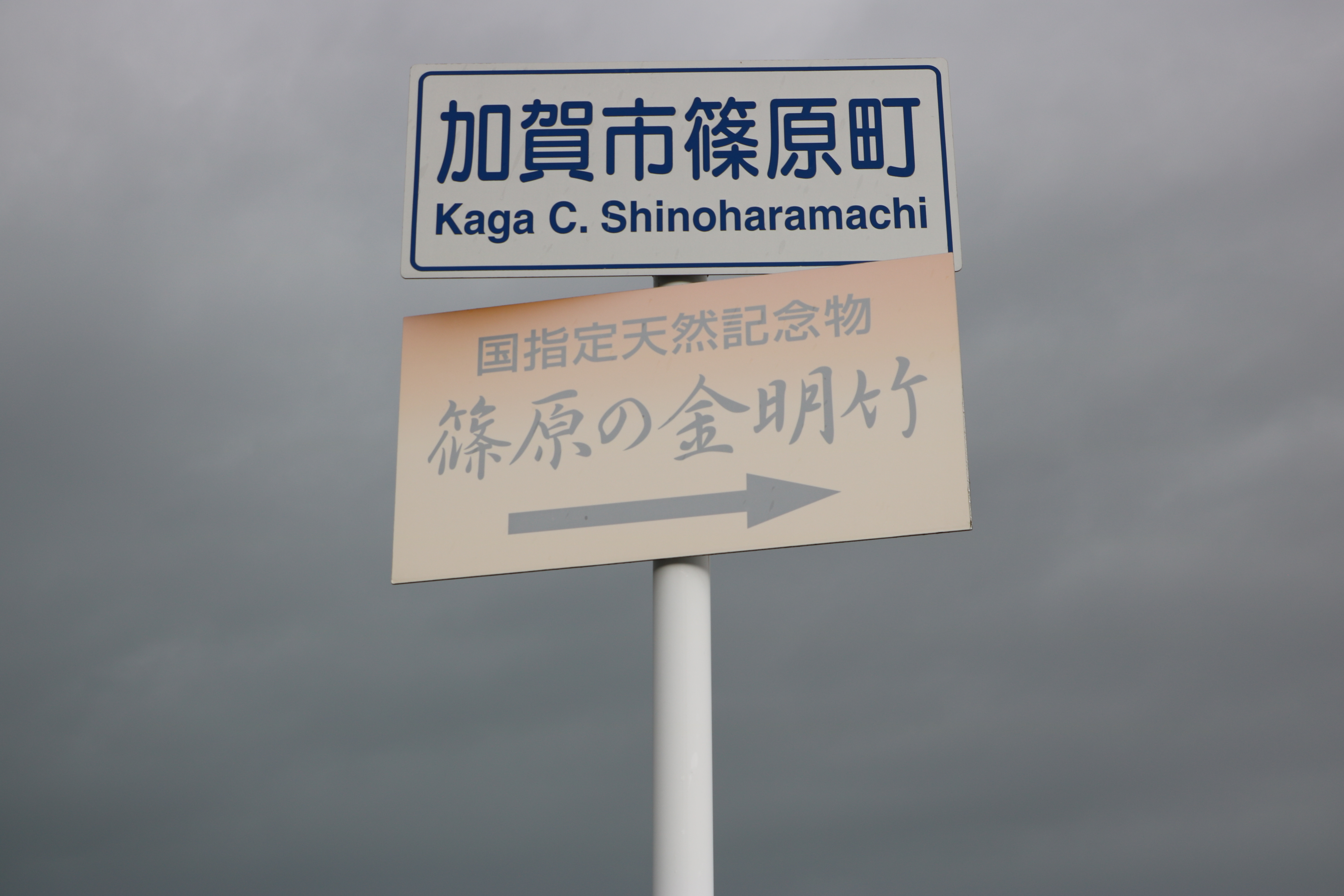
篠原のキンメイチク入り口を示す道路標識。

## 交通アクセス
所在地
- 石川県加賀市篠原町リ11[20]

交通
- 北陸新幹線・IRいしかわ鉄道線 加賀温泉駅よりタクシーで約10分[20]。
- 北陸自動車道片山津インターチェンジより車で約5分[20]。